# حركة الساعة (آلية الساعة)
في عِلم الساعات، الحركة أو البنكام، هي آلية الساعة، التي تحَسب وتعرض الوقت. نشأ المصطلح مع نشأة الساعات الميكانيكية، التي تتكون حركاتها من العديد من الأجزاء المتحركة. تُعرف حركة الساعة الرقمية بشكل أكثر شيوعًا بالوحدة النمطية .
في الساعات الحديثة ذات الإنتاج الضخم ، غالبًا ما يتم إستخدام نفس الحركة في علبات مختلفة. على سبيل المثال ، عند شراء ساعة جيب عالية الجودة من منتصف القرن التاسع عشر إلى منتصف القرن العشرين ، سيختار العميل الحركة والحالة بشكل فردي عن العلبة. تتسخ الحركات الميكانيكية مع الوقت وتجف مواد التشحيم ، لذلك يجب تفكيكها وتنظيفها وتزييتها بشكل دوري. توصي أحدي المصادر بفترات صيانة تتراوح ما بين: 3 إلي 5 سنوات للساعات، و15-20 عامًا لساعات الجد (ذات الصندوق الطويل) ، و10-15 عامًا لساعات الحائط أو الرف ، و15-20 عامًا لساعات الذكرى السنوية ، و 7 سنوات لساعات الوقواق ، مع الأطول فترات تطبيق على الساعات العتيقة. 

## الحركات الميكانيكية
تحتوي الحركة الميكانيكية على جميع الأجزاء المتحركة للساعة باستثناء العقارب، وفي حالة الساعات البندول ، البندول وأوزان القيادة. تتكون الحركة من المكونات التالية: 
مصدر الطاقة
إما زنبرك أو وزن معلق من سلك ملفوف حول بكرة. يحتوي الزنبرك أو البكرة على آلية تَسمح بلفها، والتي تتضمن سقاطة لمنعها من الفك. تحتوي البكرة على أسنان تروس تعمل على تحريك العجلة المركزية.
سلسلة التروس
سلسلة التروس أو قطار العجلة هو قطار تروس ينقل قوة مصدر الطاقة إلى ميزان الساعة. تتشابك التروس الكبيرة المعروفة باسم العجلات مع التروس الصغيرة. هناك مجموعات منفصلة من العجلات ، حركة العمل ، تقسم حركة عقرب الدقائق على 12 لتحريك عقرب الساعة.
ميزان الساعة
ميزان الساعة هو آلية تسمح لقطار العجلة بالتقدم أو الهروب بمقدار ثابت مع كل تأرجح في عجلة التوازن أو البندول. وتتكون من ترس يسمى عجلة الهروب التي يتم تحريرها سنًا واحدًا في كل مرة بواسطة رافعة تهز ذهابًا وإيابًا. في كل مرة تتحرك عجلة الهروب للأمام، فإنها تمنح أيضًا البندول أو عجلة التوازن دفعة للحفاظ على حركتها.
المذبذب
المذبذب هو عنصر ضبط الوقت. يكون إما بندول أو عجلة اتزان، يتأرجح ذهابًا وإيابًا. مع فاصل زمني ثابت بين كل تأرجح، يسمى الضربة. تتكون حركة من البندول معلق على دعامة قوية، وشوكة تعطي نبضات للبندول. يحتوي المذبذب دائمًا على بعض الوسائل لضبط معدل النبضات، وبالتالي الوقت.

## أنواع الحركات

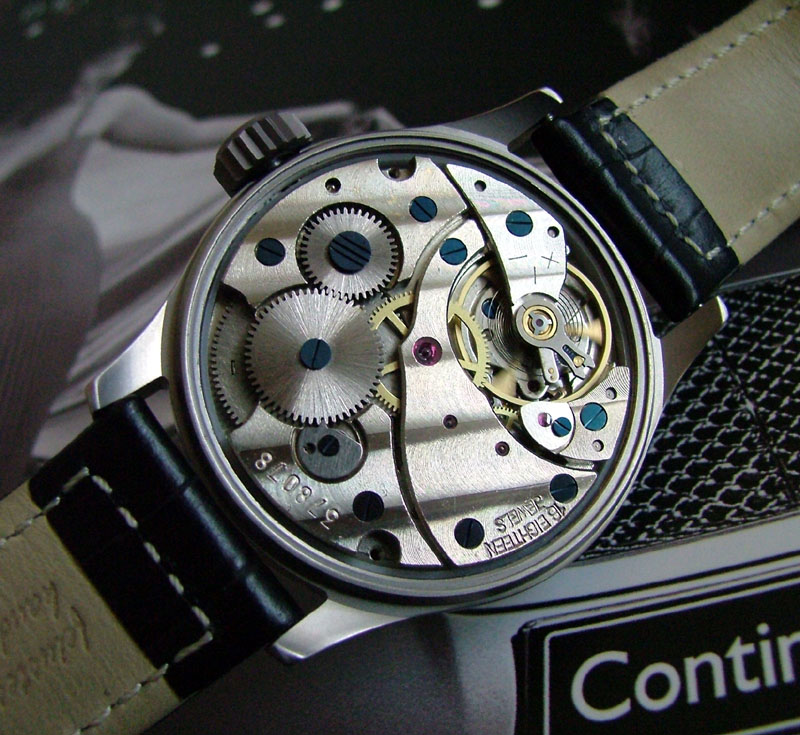
حركة ساعة Bridge حديثة

تُصنف حركات الساعة الميكانيكية على أنها يدوية أو أوتوماتيكية كما يلي:
لف يدوي
في هذا النوع ، يجب على مرتدي الساعة أن يدير التاج بشكل دوري ، في الأغلب يوميًا ، من أجل لف الزنبرك الرئيسي لتخزين الطاقة لتشغيل الساعة حتى اللف التالي.
تعبئة تلقائية أو ذاتية
في الساعات الأوتوماتيكية، بما في ذلك في معظم الساعات الميكانيكية المباعة اليوم ، يتم لف النابض الرئيسي تلقائيًا بالحركات الطبيعية لمعصم مرتديها أثناء ارتدائه ، مما يلغي الحاجة إلى التعبئة اليدوية. يكون هذا غالبًا على حساب حجم الساعة, فتكون أكبر بقليل.